# Лев T
Лев T — карликовая галактика, расположенная в созвездии Лев и обнаруженная в 2006 году данными, полученными Слоановским цифровым обзором неба. Галактика находится на расстоянии около 420 кпк от Солнца и движется от Солнца со скоростью около 35 км/с.  Скорости относительно Млечного Пути составляет около −60 км/с, подразумевая медленное падение на Млечный Путь. Лев T классифицируется как переходный объект («T» в названии) между карликовой сфероидальной галактикой (dSph) и карликовой неправильной галактикой (Dirr). Его радиус составляет около 180 пк.
Лев T является одной из самых маленьких и тусклых галактик в Местной группе - его интегральная светимость всего в 40.000 раз больше, чем Солнца (видимая величина абсолютная около −7,1). Тем не менее, его масса составляет около 8 миллионов солнечных масс, а это значит, что соотношение массы Льва Т к свету около 140. Большое соотношение массы к свету означает, что в Леве T доминирует тёмная материя.

## Нейтральный водород и звездообразование
Звездное население Лева T состоит из молодых и старых звезд. Старые звёзды, вероятно, сформированы от 12 до 6 миллиардов лет назад. Металличность этих старых звёзд очень низка[Fe/H] ≈ −2.02 ± 0.54, [Fe/H]≈— 2,02 ± 0,54, что означает, что они содержат в 100 раз меньше тяжелых элементов, чем Солнце. Наблюдаемые старые звёзды в основном находятся красные гиганты, хотя были обнаружены звёзды в горизонтальной ветви и красные звёздные скопления. После паузы звёздное формирование активно возобновилось около 1 миллиарда лет назад, в результате появилось поколение синих молодых звезд. Эти молодые звезды, которые составляют около 10 % всех звездных масс, как представляется, более концентрированным в центр Лев T, чем старое население. В настоящее время нет звездообразования в этой галактике.
Лев T содержит значительное количество нейтрального водородного (Hl) газа с массой около 2,8 × 105 солнечных масс, что в три раза больше, чем масса звёзд в этой галактике. Газ включает в себя два основных компонента: холодный газ в центре галактики с температурой около 500 К и тёплый газ распределены по всему леву T с температурой 6000 К.  Плотность этого газа, однако, не хватает в среднем на звездообразование, которое указывает, что местные процессы играют определённую роль. Тем не менее присутствие водородного газа означает, что в будущем галактика начнёт опять формировать звёзды.
Галактики Лев T, возможно, сформировалась, когда небольшое гало тёмной материи начали аккрецию газа через некоторое время после ре-ионизации эпохи. Последний этот газ родил первое поколение из старых звёзд.